# Navika
Navika je učenjem stečeni obrazac ponašanja u određenim situacijama. Oblikuju se i učvršćuju opetovanim ponavljanjem.
Časopis American Journal of Psychology (1903.) definirao je "naviku, sa stajališta psihologije, kao više ili manje fiksiran način razmišljanja, volje ili osjećaja stečenih prethodnim ponavljanjem mentalnog iskustva." Uobičajeno ponašanje" često ostaje nezapaženo kod osoba koje ga izlažu, jer se osoba ne mora baviti samoanalizom pri obavljanju rutinskih zadataka. Navike su ponekad samoprisilne. Studija svakodnevnog iskustva iz 2002. koju je provela istraživačica navika Wendy Wood i njezine kolege otkrile su, da se otprilike 43% dnevnih ponašanja izvodi iz navike. Nova ponašanja mogu postati automatska kroz proces nastanka navike. Stare je navike teško prekinuti, a nove je teško formirati jer obrasci ponašanja koje ljudi ponavljaju postaju utisnuti u živčane puteve, ali je moguće uspostaviti nove navike ponavljanjem.